# Giovanni Antonino Puglisi
Giovanni Antonino Puglisi, detto Gianni (Caltanissetta, 22 giugno 1945), è uno storico della filosofia e banchiere italiano, dal 2011 al 2023 rettore dell'Università degli Studi di Enna "Kore", è presidente emerito della Commissione Nazionale Italiana per l'UNESCO.

## Biografia
Laureatosi in Lettere, quale allievo di Armando Plebe all'Università degli Studi di Palermo, ne diviene assistente nel 1968, subito dopo la laurea, alla sua cattedra di Storia della filosofia. In quello stesso ateneo, percorre tutti i gradi del percorso accademico, fino all'ordinariato nel 1976. Nel 1979, è preside della Facoltà di Magistero, poi Facoltà di Scienze della Formazione.
Iscritto dal 1964 al Partito Socialista Italiano, ha poi ricoperto fino al 1994 il ruolo di segretario generale del Sindacato Nazionale Università della CGIL. Avvicinatosi negli anni '90 a Forza Italia, non ha però accettato la candidatura a sindaco di Palermo in rappresentanza del Polo per le Libertà, contro l'uscente Leoluca Orlando, propostagli nel 1997 da Silvio Berlusconi. Nel 1999 è nominato vice presidente della Fondazione Banco di Sicilia. 
Nell'anno accademico 1998-99 diviene ordinario di Letteratura comparata e, dal 2001 al 2015, anche Rettore della Libera Università di Lingue e Comunicazione IULM di Milano, nonché vice presidente della CRUI (Conferenza dei Rettori delle Università Italiane).
Il 13 gennaio 2003 è nominato Assessore alla cultura del comune di Palermo, nella giunta di centrodestra guidata da Diego Cammarata, dalla quale si è poi dimesso nel 2005. Nel 2004, sotto il secondo governo Berlusconi, nel periodo in cui Franco Frattini è ministro degli Esteri, Puglisi è nominato presidente della Commissione Nazionale Italiana per l'UNESCO, poi confermato nel 2007 da Massimo D'Alema con il secondo Governo Prodi e nel 2011 da Giulio Terzi di Sant'Agata con il Governo Monti, fino alle sue dimissioni nel 2016. Nel 2009, è consulente del presidente della Regione Siciliana Raffaele Lombardo per i Beni culturali, l'Università e la Ricerca.
È vice presidente della commissione per la Promozione della Cultura Italiana all'Estero del Ministero degli Esteri e vicepresidente del consiglio d'amministrazione dell'Enciclopedia Treccani.
Molti gli incarichi anche in ambito economico-finanziario. È stato presidente, dal 2005 al 2016, della Fondazione Banco di Sicilia, oggi Fondazione Sicilia; è azionista di UniCredit e della Fondazione Lauro Chiazzese della ex Sicilcassa. È inoltre consigliere d'amministrazione dell'ACRI (Associazione della Casse di Risparmio Italiane e delle Fondazioni bancarie), della Fondazione con il Sud nonché di "Banca Sistema".
È anche presidente del Teatro Biondo di Palermo, dell'omonima fondazione, e della Società Siciliana per la Storia Patria. È presidente di Civita Sicilia.
Il Comune di Milano, nel 2009, gli ha conferito la “Medaglia d'Oro di Benemerenza Civica” (Ambrogino d'oro). Nel 2010 diviene presidente del Consorzio Nettuno e consigliere d'amministrazione dell'Università telematica Uninettuno. Sempre in ambito accademico, nel giugno del 2011, l'Università di Salamanca gli ha conferito una Laurea Honoris Causa in Filologia.
Puglisi è anche un noto esponente della Massoneria del Grande Oriente d'Italia di Palazzo Giustiniani, membro del Supremo consiglio del Rito scozzese antico ed accettato.
È Presidente del Cda della libera Università IULM.
Dal dicembre 2011 al gennaio 2023, è rettore dell'Università degli Studi di Enna "Kore"